# Hannelore Fischer (Kunsthistorikerin)

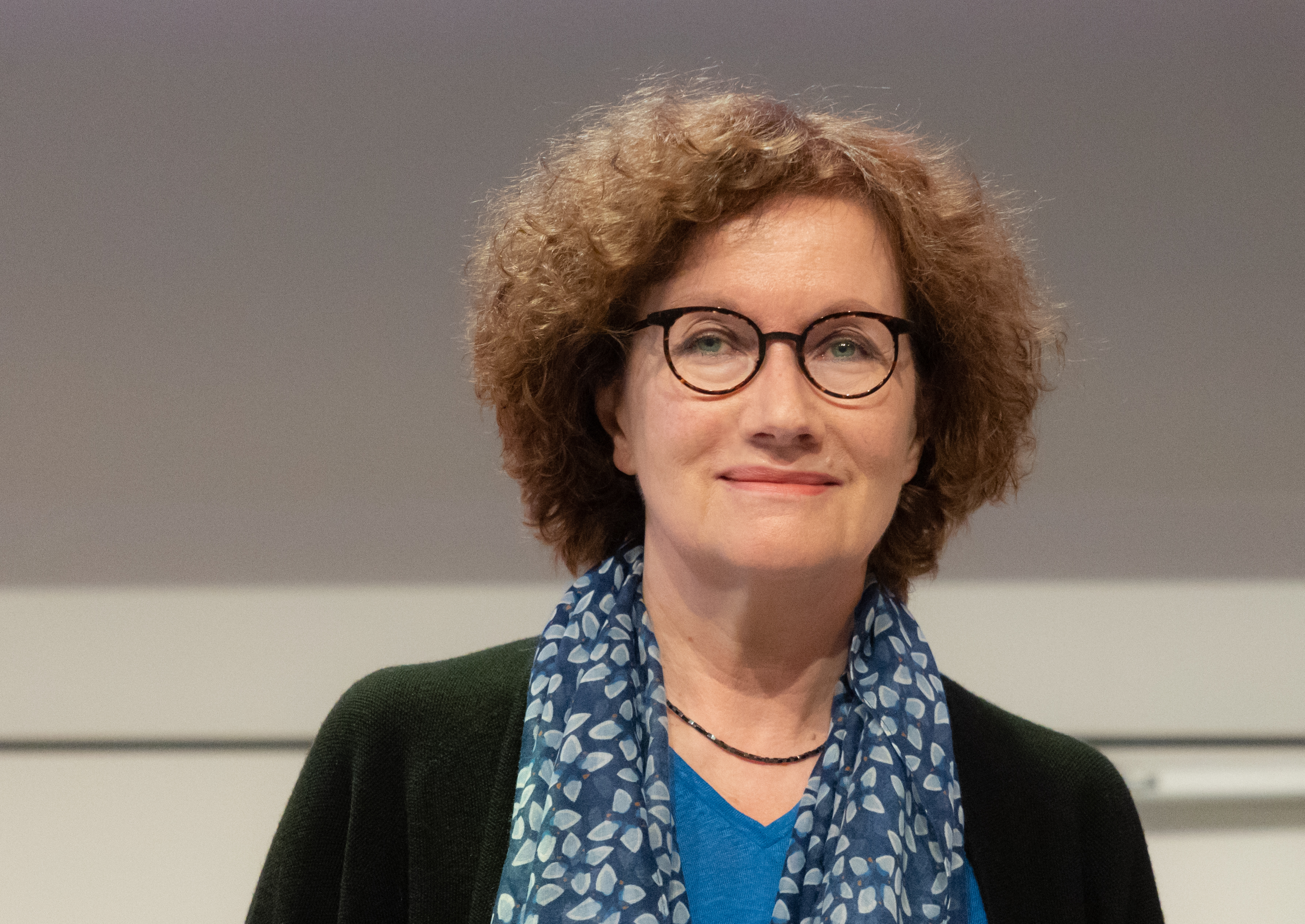
Hannelore Fischer 2022

Hannelore Fischer (* 1956 in Jülich) ist eine deutsche Kunsthistorikerin. Von 1990 bis 2022 war sie Direktorin des Käthe-Kollwitz-Museums in Köln.

## Werdegang
Hannelore Fischer wurde 1956 als „Buchhändlers-Tochter“ in Jülich geboren. Sie absolvierte ein Studium der Kunstgeschichte, Geschichte, Germanistik und Musikwissenschaft an der Universität Köln.
Nachdem sie 1984 ihre Magisterarbeit über die Plakate von Käthe Kollwitz geschrieben hatte, trat sie 1985 – als alleinerziehende Mutter und eigentlich noch mitten in den Abschlussprüfungen – zur Neugründung des Käthe-Kollwitz-Museums durch die Kreissparkasse Köln eine Stelle als wissenschaftliche Mitarbeiterin an. Ihre bereits begonnene Dissertation gab sie zugunsten der Museums- und Erziehungsarbeit auf. Seit Januar 1990 übernahm sie von der Gründungsdirektorin und Kollwitz-Enkelin Jutta Bohnke-Kollwitz die Leitung der Einrichtung und entwickelte das Käthe-Kollwitz-Museum zur international umfangreichsten und wichtigsten Kollwitz-Instanz. Neben der Ausstellungstätigkeit erschienen unter ihrer Herausgeberschaft zahlreiche Ausstellungskataloge und Monografien.
Als sie im März 2022 in den Ruhestand ging, war sie die dienstälteste Museumsdirektorin Kölns. Zeitgleich gab sie mit Käthe Kollwitz – der Werküberblick eine umfangreiche Grundlagen-Monografie zu der Künstlerin heraus und arbeitete noch an einem geplanten Verzeichnis der Handzeichnungen. Ihre Nachfolge als Museumsdirektorin trat Katharina Koselleck an.
Im Mai 2022 wurde Hannelore Fischer für ihr Lebenswerk mit dem Ehrenpreis der Jury des Kölner Kulturpreises ausgezeichnet.

## Veröffentlichungen (Auswahl)

### Als Verfasserin
- Engagierte Kunst in der Frühphase der Weimarer Republik. Plakate und Flugblätter von Käthe Kollwitz 1919-1924. (Magisterarbeit; Maschinenschrift). Köln 1984.
- mit Alexandra von dem Knesebeck, Petra Kuhlmann-Hodick, Agnes Matthias: Käthe Kollwitz in Dresden. Hrsg.: Staatliche Kunstsammlungen Dresden. Paul Holberton Publishing, London 2017, ISBN 978-1-911300-30-4.

### Als Herausgeberin
- Frank Günter Zehnder: Herbert Falken : aus der Dunkelheit für das Licht. Wienand Verlag, Köln 1993, ISBN 3-87909-352-0.
- Wilhelm Loth, Skulpturen und Zeichnungen der 50er und 60er Jahre. Käthe Kollwitz Museum, Köln 2012, ISBN 978-3-00-037498-2.
- Marion Beckers, Elisabeth Moortgat: Lotte Jacobi Photographien. Wienand, Köln 2012, ISBN 978-3-86832-132-6.
- Uta Gelach-Laxner: Hann Trier – ich tanze mit den Pinseln. Aquarelle und Zeichnungen der 50er + 60er Jahre. Köln 2015, ISBN 978-3-86832-282-8.
- Anja Niedringhaus, Sonya Winterberg: Anja Niedringhaus – Bilderkriegerin. Wienand, Köln 2019, ISBN 978-3-86832-514-0.
- Käthe Kollwitz der Werküberblick 1888-1942. Hirmer, München 2022, ISBN 3-7774-3078-1.